# Bataille de Corrick's Ford
Guerre de Sécession
Batailles
Campagne de Virginie-Occidentale
- Philippi
- Rich Mountain
- Corrick's Ford
- Kessler's Cross Lanes
- Carnifex Ferry
- Cheat Mountain
- Greenbrier River
- Camp Alleghany

La bataille de Corrick's Ford s'est déroulée le 13 juillet 1861, sur la rivière Cheat en Virginie-Occidentale (maintenant l'État de Virginie-Occidentale) pendant les opérations de la campagne de Virginie-Occidentale de la guerre de Sécession. Selon les standards ultérieurs, cette bataille sera une escarmouche mineure. Souvent considérée comme la fin de la bataille de Rich Mountain, elle termine une série de batailles entre les forces du major général de l'Union George B. McClellan et l'armée du Nord-Ouest du brigadier général Confédéré Robert S. Garnett.
McCellan a défait une partie de la force de Garnett le 11 juillet 1861, à la bataille de Rich Mountain. À l'annonce de la défaite, Garnett se retire vers la Virginie avec approximativement 4 500 hommes aux environs de minuit. Il commence à marcher sur Beverly, mais reçoit de fausses informations selon lesquelles les hommes de McClellan occupent la ville. Les confédérés font marche arrière, abandonnent la Route à péage de Staunton et Parkersburg (en) à Leadsville, et traverse Cheat Mountain (en) par la vallée de la rivière Cheat. Le brigadier général de l'Union Thomas A. Morris les poursuit avec sa brigade de l'Indiana.
Vers midi la 13 juillet 1861, Morris submerge l'arrière garde de Garnett à Corrick's Ford sur la rivière Cheat, et attaque les confédérés qui retraitent. Garnett dirige personnellement l'arrière garde des tirailleurs confédérés pour retarder l'attaque de l'Union. Il se retire rapidement vers un autre gué à deux ou trois kilomètres de là. L'escarmouche reprend et comme Garnett se prépare à retraiter de nouveau, un tir de l'Union le tue instantanément. Les confédérés refluent, abandonnant leur commandant mort, un canon, et près de 40 chariots. Un de ses amis dans l'armée de l'Union retrouve le corps de Garnett après la bataille. Il est le premier officier général tué au combat lors de la guerre de Sécession.
Le contrôle de la Virginie-Occidentale est maintenant fermement dans les mains de l'Union et elle le restera jusqu'à la fin de la guerre. La campagne propulse le major général George B. McClellan au commandement de l'armée du Potomac.